# Pteropus melanotus
La volpe volante dalle orecchie nere (Pteropus melanotus Blyth, 1863) è un pipistrello appartenente alla famiglia degli Pteropodidi, endemico di alcune isole dell'Oceano Indiano orientale.

## Descrizione

### Dimensioni
Pipistrello di medio-grandi dimensioni, con la lunghezza della testa e del corpo tra 177 e 230 mm, la lunghezza dell'avambraccio tra 125 e 165 mm e un peso fino a 750 g.

### Aspetto
La pelliccia è corta tranne che in P.m. natalis, dove è abbastanza lunga, densa e soffice. Il colore generale del corpo è bruno-nerastro, in alcune sottospecie le spalle e la parte centrale del ventre sono più brillanti, variando dal giallo dorato al giallo-brunastro. P.m. modiglianii è completamente nero, mentre P.m. niadicus ha il dorso insolitamente brizzolato. In P.m. natalis l'intera pelliccia è cosparsa finemente di peli grigiastri. I maschi hanno due ciuffi di peli brillanti intorno alle ghiandole del collo. Il muso è lungo ed affusolato, gli occhi sono grandi. Le orecchie sono grandi, larghe, con una concavità sul bordo posteriore appena sotto l'estremità arrotondata. La tibia è priva di peli. Le membrane alari sono attaccate sul dorso molto vicine tra loro. È privo di coda, mentre l'uropatagio è ridotto ad una sottile membrana lungo la parte interna degli arti inferiori. Le sottospecie si differenziano dalle dimensioni e il colore della pelliccia.
| Sottospecie     | Avambraccio  | Colore del dorso | Colore del ventre       | Colore della testa | Spalle         |
| --------------- | ------------ | ---------------- | ----------------------- | ------------------ | -------------- |
| P.m.melanotus   | 153–165 mm   | bruno-nerastro   | giallo dorato           | bruno-nerastra     | giallo dorate  |
| P.m.modiglianii | 134,5–141 mm | nerastro         | nerastro                | nerastra           | nerastre       |
| P.m.natalis     | 125–135 mm   | bruno-nerastro   | bruno-nerastro          | bruno-nerastra     | bruno-nerastre |
| P.m.niadicus    | 153–160 mm   | bruno-grigiastro | grigio-brunastro chiaro | bruno-grigiastra   | castane        |
| P.m.tytleri     | 147-149,5 mm | nerastro         | nerastro                | nerastra           | castane        |

## Biologia

### Comportamento
Si rifugia nel denso fogliame degli alberi dove forma grandi colonie di diverse migliaia di individui. È una specie prevalentemente diurna, visto che si reca sui siti dove mangiare molto prima del crepuscolo. 

### Alimentazione
Si nutre sia di frutta selvatica che coltivata. È stata osservata nutrirsi su piante della specie Bombax e Sterculia.

### Riproduzione
Danno alla luce un piccolo alla volta all'anno dopo una gestazione di cinque mesi. Piccoli ancora non in grado di volare sono stati osservati tra dicembre e gennaio. Le femmine diventano mature sessualmente dopo 6 mesi, mentre i maschi dopo 18.

## Distribuzione e habitat
Questa specie è diffusa in alcune isole dell'Oceano Indiano orientale.
Vive prevalentemente nelle Mangrovie fino a 1.000 metri di altitudine.

## Tassonomia
In accordo alla suddivisione del genere Pteropus effettuata da Andersen, P. melanotus è l'unico membro dello P. melanotus species Group. Tale appartenenza si basa sulla presenza di un ripiano basale nei premolari e sulle orecchie grandi ed arrotondate.
Sono state riconosciute 5 sottospecie:
- P.m. melanotus: Isole Nicobare: Bompoka, Car Nicobar, Grande Nicobar, Kamorta, Katchall, Kondul, Nancowry, Piccola Nicobar, Tillanchong, Teressa, Trinket;
- P.m. modiglianii (Thomas, 1894): Enggano;
- P.m. natalis (Thomas, 1887): Isola di Natale;
- P.m. niadicus (Miller, 1906): Nias;
- P.m. tytleri (Mason, 1908): Isole Andamane: Andaman Settentrionale, South Sentinel, Andaman Meridionale, Rutland, Kwagtung, Boat, Ross, North Reef Islands, Interview, Point Paget, Landfall, Havelock, Outram, Piccola Andaman, East Twin Island[4].

Altre specie simpatriche dello stesso genere: P. faunulus e P. hypomelanus.

## Conservazione
La IUCN Red List, considerato che la popolazione si è ridotta del 30% negli ultimi 30 anni a causa della deforestazione, della caccia e dall'introduzione di animali predatori, classifica P. melanotus come specie vulnerabile (VU).